# U 309
U 309 war ein deutsches U-Boot vom Typ VII C der deutschen Kriegsmarine.

## Bau und Indienststellung
Ein U-Boot des Typs VII C hatte eine Länge von 67 m und eine Verdrängung von 865 m³ unter Wasser. Es wurde über Wasser durch zwei Dieselmotoren bis zu einer Geschwindigkeit von 17 kn angetrieben. Bei der Unterwasserfahrt ermöglichten zwei Elektromotoren eine Geschwindigkeit von 7 kn. Bis 1944 bestand die Bewaffnung aus einer 8,8-cm-Kanone und einer 2-cm-Flak C/30 an Deck sowie vier Bugtorpedorohren und einem Hecktorpedorohr. Ein VII C-Boot führte üblicherweise 14 Torpedos mit sich
U 309 wurde am 27. Januar 1943 durch Leutnant zur See Hans-Gert Mahrholz in Dienst gestellt. Wie die meisten deutschen U-Boote seiner Zeit, trug auch U 309 ein bootsspezifisches Zeichen am Turm, das gemeinschaftlich von der Besatzung ausgewählt wurde. Es handelte sich um einen zwitschernden Spatz, der auf einer Fahnenstange sitzt, die aus dem Wasser ragt. Unter Bezug auf dieses Turmzeichen trug das Boot den Beinamen "U-Spatz".

## Einsatz und Geschichte
Bis zum 31. Juli 1943 gehörte das Boot zur 8. U-Flottille, einer Ausbildungsflottille, die in Danzig stationiert war. Anfang August wurde das Boot der 11. U-Flottille unterstellt. Am 1. November kam es zur 9. U-Flottille, wo es bis zum Oktober 1944 verblieb.
Im Sommer 1944 lief das Boot zu mehreren Einsätzen in der Biskaya und im Ärmelkanal aus, wo es gegen alliierte Seestreitkräfte und Nachschublinien vorgehen sollte, die die Landung der alliierten Truppen in der Normandie im Rahmen der Operation Overlord unterstützten. Kommandant Mahrholz meldete mehrere Versenkungen, darunter einen Zerstörer am 3. Juli, einen Dampfer am 20. Juli und zwei weitere am 24. Juli. Bestätigt wurde nur eine Versenkung:
- 24. Juli 1944  britischer Dampfer Samneva mit 7.219 BRT torpediert

Die stark beschädigte Samneva konnte zwar mit allen 70 Mann an Bord Southampton erreichen, wurde aber nicht mehr instand gesetzt und abgewrackt.
Gegen Ende des Sommers 1944 verlegte das Boot von Brest nach La Pallice. Mit U 309 entkam der Kriegsberichterstatter und spätere Schriftsteller Lothar-Günther Buchheim im August 1944 aus dem belagerten Brest. In seinem tagebuchartigen Bericht "Die Festung" (1995) gibt er dem Fluchtboot die Nummer U 730, dessen Bau 1944 storniert wurde.
Im Oktober erreichte das Boot den Marinestützpunkt in Stavanger. Gegen Ende des Monats lief U 309 in die Flensburger Förde ein, später wurde es nach Kiel überführt.

### Untergang
U 309 wurde am 16. Februar 1945 östlich des Moray Firth durch Wasserbomben der kanadischen Fregatte HMCS St. John versenkt (Lage). Keines der 47 Besatzungsmitglieder, zu denen diesmal nicht Buchheim gehörte, konnte das Boot, das zu dieser Zeit von Oberleutnant zur See Herbert Löder geführt wurde, mehr lebend verlassen.